# Велька-Нешавка (гмина)
Велька-Нешавка (пол. Wielka Nieszawka) — сельская гмина (волость) в Польше, входит как административная единица в Торуньский повет, Куявско-Поморское воеводство. Население — 3797 человек (на 2004 год).

## Сельские округа
1. Бжоза
2. Церпице
3. Мала-Нешавка
4. Велька-Нешавка

## Прочие поселения
1. Бжечка
2. Хоронгевка
3. Церпишево
4. Дыбово
5. Конколь
6. Мале-Ярки

## Соседние гмины
1. Гмина Александрув-Куявски
2. Гмина Гневково
3. Гмина Любич
4. Гмина Оброво
5. Гмина Роево
6. Гмина Солец-Куявски
7. Торунь
8. Гмина Злавесь-Велька